# Cephalozia affinis
Cephalozia affinis là một loài rêu trong họ Cephaloziaceae. Loài này được Lindb. ex Stephani mô tả khoa học đầu tiên năm 1908.